# Teatro Garibaldi (Palermo)

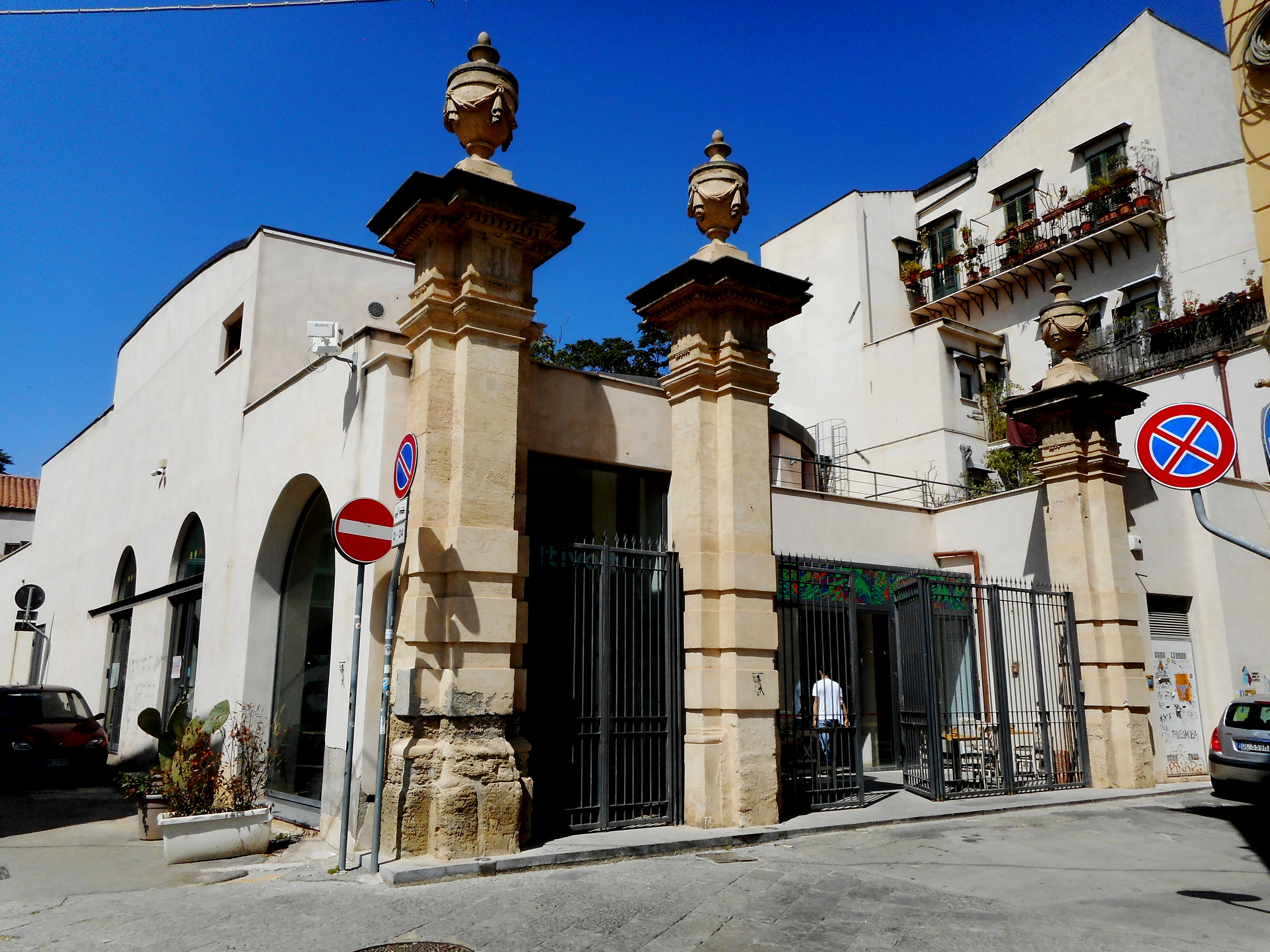
Entrada do teatro

O Teatro Garibaldi de Palermo está localizado no bairro de La Kalsa, a poucos passos da Basílica La Magione.

## História
O teatro foi inaugurado em 1861 por Garibaldi, que fez um discurso para a multidão. Desde a sua inauguração, passou por várias transformações ao longo dos anos e permaneceu fechado por um longo período, reabrindo apenas em 1906. No final da década de 1930 – sempre como "Garibaldi" – funcionou como cinema, bem como de meados da década de 1950 até o início da década de 1960, neste segundo caso, primeiro, ainda, com o nome "Garibaldi", depois com o nome "Araldo" e, posteriormente, foi abandonado para ser reaberto apenas na década de 1990. Após um longo período de degradação, iniciaram-se obras de remodelação que geraram inúmeras controvérsias entre a população e o mundo das artes, por deturparem este teatro de estilo italiano, privando-o do charme que atraiu inúmeros artistas nos últimos vinte anos: de Wim Wenders a Carlo Cecchi (que foi o diretor artístico por cerca de dez anos).
Dirigido por Matteo Bavera, o teatro Garibaldi participou de produções e coproduções com Carlo Cecchi, Emma Dante, Peter Brook, Antonio Latella, Davide Enia e Wim Wenders (que gravou uma cena de seu filme Palermo Shooting no local).
O teatro passou por intervenções que alteraram seus interiores, concluídas em maio de 2010.
Em 13 de abril de 2012, o teatro foi ocupado por cerca de sessenta artistas, trabalhadores e animadores. Entre 2017 e 2018, coincidindo com a designação da capital siciliana como capital italiana da cultura, o teatro Garibaldi foi a sede da décima segunda edição da Manifesta, uma bienal itinerante de arte contemporânea, bem como parte do próprio evento, recebendo, entre outras coisas, obras de Giorgio Vasta e Wu Ming.

## Outros projetos
- Media relacionados com Teatro Garibaldi (Palermo) no Wikimedia Commons